# Сенауи, Элиза
Элиза Сенауи (род. 14 декабря 1987, Бра, Пьемонт, Италия) — модель, актриса, филантроп и режиссёр итальянского, египетского и французского происхождения. Она появилась в таких фильмах, как Eastern Drift, La Baie du renard, Bus Palladium, Les Gamins, Remember Now, а также в фэшн-кампании для Chanel Eyewear, Джорджио Армани, Миссони и Роберто Кавалли В 2013 году основала фонд своего имени, с целью продвижения творческого обучения и внешкольных инициатив для молодежи..

## Семья и ранние годы
Элиза Сенауи родилась в Италии и первые годы провела в трёх странах: Египте, Италии и Франции. Большую часть этого периода жизни она провела в Луксоре. Её мать итальянского происхождения, в то время как отец имеет сирийско-египетские и французские корни. Семья Сенауи сирийского происхождения, принадлежит к Мелькитской греко-католической церкви, её корни в городе Сайедная, от которого и произошла фамилия. В XIX веке семья перебралась в Египет в конце XIX века и добилась успеха в торговле в Каире с открытием ряда универмагов. Эти магазины когда-то были ближневосточным аналогом знаменитых универмагов Лондона, Парижа и Нью-Йорка.

## Кино
Первый полнометражный фильм с участием Элизы Сенауи, Eastern Drift, режиссёра Шарунаса Бартаса был выпущен в Париже в декабре 2010 года. Элиза сыграла главную женскую роль Габриэллы, наряду с Бартас. Фильм был показан на Берлинском кинофестивале 2010 года — в секции «Международный Форум нового кино». В короткометражке La Baie du Renard, выбранной для закрытия «Недели критики» на Каннском кинофестивале 2009 года, Сенауи снялась вместе с Пьером Торретоном.
В 2010 году она появилась в первом полнометражном фильме Кристофера Томпсона Bus Palladium, вместе с Марком Андре Гронденом и Артуром Дюпоном. Её партнёром был также французский актёр Паскаль Греггори в короткометражном фильме Карла Лагерфельда Remember Now, на презентации Chanel Cruise Collection 2010 года.
В январе 2012 года на экраны вышел фильм Love Lasts Three Years, и затем «Легенда о Каспаре Хаузере», сюрреалистическая адаптация реальной истории XIX века о тевтонском подкидыше, перенесённая на Сардинию.

## Режиссёрская работа
В качестве сорежиссёра, вместе с Мартиной Гили, Элиза Сенауи поставила документальный фильм Kullu Taman (Всё хорошо). В фильме показаны египтяне, обычно не попадающие в поле зрения средств массовой информации; рассказывается история персонажей, которые, несмотря на различия в возрасте и убеждениях, делятся своим внезапным открытием того, что обычно называют «свободой слова». Фильм снят в окрестностях Луксора.

## Избранная фильмография
| Год  | Название                     | Роль              | Примечания                                                          |
| ---- | ---------------------------- | ----------------- | ------------------------------------------------------------------- |
| 2010 | Bus Palladium                | Лора              | Режиссёр Кристофер Томпсон                                          |
| 2010 | Eastern Drift                | Габриэлла         | Оригинальное название: Indigène д’Eurasie. Режиссёр: Шарунас Бартас |
| 2012 | L’amour dure trois ans       | Энн               | По Фредерику Бегбедеру                                              |
| 2012 | La leggenda di Kaspar Hauser | Пропавшая Девушка | По Давиду Манули. С участием Винсента Галло                         |
| 2013 | Les Gamins                   | Ирен              | По Энтони Марсиано. С Участием Макс Бублиля и Алена Шаба            |
| 2014 | Мыльная Опера                | Франческа         |                                                                     |

## Некоммерческая деятельность
В 2013 году Элиза Сенауи основала фонд своего имени (Elisa Sednaoui Foundation), некоммерческую организацию, с целью способствовать творческому обучению в формате внешкольных программ для молодежи. Пилотная программа фонда, музыкальный кружок для подростков в Луксоре, стартовала в апреле 2014 года. В течение полной учебной недели, местные ребятишки принимали участие в семинаре (организованном при поддержке Макан—Египетский Центр культуры и искусств—и при сотрудничестве с некоммерческой организацией MIMA Music), которое состояло в творческой, игровой деятельности, что помогло им написать и записать полноценную песню.

## Мода
В дополнение к фильму, Элиза Сенауи появилась в кампаниях:
- солнцезащитных очков Chanel,
- Джорджио Армани,
- в кампании ароматов Роберто Кавалли в феврале 2012 года,
- снялась у Стивена Кляйна для печати
- снялась у Йохана Ренка для телевидения[2].

В декабре 2015 года она сотрудничала с режиссёром премии «Оскар» Паоло Соррентино в рамках кампании ароматов Миссони. Одна из муз Карла Лагерфельда.
Появлялась на обложках таких журналов, таких как итальянский Glamour, Vogue США, итальянский Vogue, Vanity Fair, L’Officiel, Flair, Marie Claire и Elle и других.